# O Jardim Secreto de Mariana
O Jardim Secreto de Mariana é um filme brasileiro de 2021, do gênero drama, dirigido por Sérgio Rezende. Conta a história de uma botânica especialista em reprodução de flores, Mariana (Andréia Horta) que enfrenta dificuldade em se tornar mãe.

## Sinopse
Mariana (Andréia Horta) e João (Gustavo Vaz) formam um jovem casal apaixonado que têm seu relacionamento interrompido de uma maneira intempestiva. Ela é botânica e professora universitária especializada em reprodução de flores. Após cinco anos da separação abrupta, João decide fazer uma longa jornada de bicicleta para tentar convencer Mariana de que a relação deles nunca deveria ter chegado ao fim.

## Elenco
- Andréia Horta como Mariana Reis
- Gustavo Vaz como João
- Paulo Gorgulho como Zé Cristiano
- Denise Weinberg como Linda
- Sacha Bali como Gilberto
- Maria Volpe como Clara

## Produção
O filme tem produção das empresas Morena Filmes e Arpoador Audiovisual, em coprodução com a Globo Filmes. Foi rodado em novembro de 2019, ao longo de quatro semanas com locações em Inhotim, Brumadinho e Nova Friburgo, com fotografia de Felipe Reinheimer. O longa é também uma parceria entre Sérgio Rezende e sua filha Maria Rezende, a qual também assina o roteiro e a montagem do filme.

## Lançamento
Foi lançado nos cinemas pela H2O Films em 30 de setembro de 2021.

## Recepção
Em sua crítica para o Papo de Cinema, Marcelo Müller disse que "o filme é prejudicado pelo acúmulo de soluções fáceis para problemas absolutamente difíceis, nem se dando ao trabalho de abraçar o artificial como um princípio básico e norteador." No Cinema com Rapadura, Denis Le Senechal Klimiuc avaliou com nota 9.5/10 dizendo que "é um filme incisivo, que se encarrega de envolver o espectador como uma hera venenosa, enganando-o pouco a pouco. No fim, não há uma resposta simples para 'O Jardim Secreto de Mariana', e sim o silêncio profundo da reflexão."